# Majthényi Tivadar
Báró kesselőkői Majthényi Tivadar (angolul: Baron Theodore Majthényi) (Magyarország, 1838. augusztus 22. – Goodhope, Douglas megye, Missouri, Amerikai Egyesült Államok, 1909. november 6.) az amerikai polgárháború egyik hős lovas katonája kapitányi rangban, mind az amerikai hadseregnek, mind az 1867 után újjászervezett honvédseregnek tisztje.

## Életútja
Apjával, Majthényi István báróval került ki az Amerikai Egyesült Államokba 1851-ben, az apjának menekülnie kellett, mivel részt vett az 1848–49-es forradalom és szabadságharcban. Az iowai Új-Budára mentek, majd a közeli Davenportban telepedtek meg, ahol gazdálkodással foglalkoztak. Majthényi Tivadar őrmesteri rangban állt be John C. Frémont (1813-1890) hadseregébe, s ott maradt 1861. szeptember 15-ig, ekkor hadnaggyá, majd adjutánssá nevezték ki a lovas testőrséghez, amelynek Zágonyi Károly őrnagy volt a parancsnoka. Zágonyi mellett Majthényi részt vett a híres springfieldi (Missouri) lovasrohamban, amelyben Zágonyi 160 főnyi lovasa 1800 főnyi lovasból álló déli sereget futamított meg, így biztosította a vidéket az Unió részére.
Amikor Frémont testőrségét politikai okokból feloszlatták, akkor Majthényi Tivadar beállt az első indianai lovasezredbe, ahol kapitányként szolgált. A polgárháború után az amerikai hadsereg állományában maradt, 1866-ban a hatodik U. S. lovasezred hadnagyává nevezték ki. A kiegyezés után apjával és amerikai feleségével együtt hazatért Magyarországra. Itthon is katonaként szolgált, az újonnan szervezett honvédhadseregben, tiszti beosztásban. 1875-ben visszatért az USA-ba, családját itthon hagyta.
Majthényi Tivadar életének késői amerikai korszakáról csak legendák vannak, talán összeroppant, s ivásnak adta a fejét, s a philadelphiai lóvasútnál mint kocsis kereste meg az italra valót.
Családja többet nem hallott róla, később daventportbeli felesége a gyermekekkel együtt visszatért az USA-ba.